# Китиця
Ки́тиця (лат. botrys) — просте суцвіття, у якого на видовженій головній осі сидять окремі квітки на квітконіжках приблизно однакової довжини. 

## Опис
Квітки в китиці розпускаються знизу вгору. Китиця характерна для черемхи, суріпиці, люпину та інших хрестоцвітих. У деяких рослин квітки розміщені з одного боку осі, тобто утворюється однобока китиця (наприклад, у конвалії звичайної).

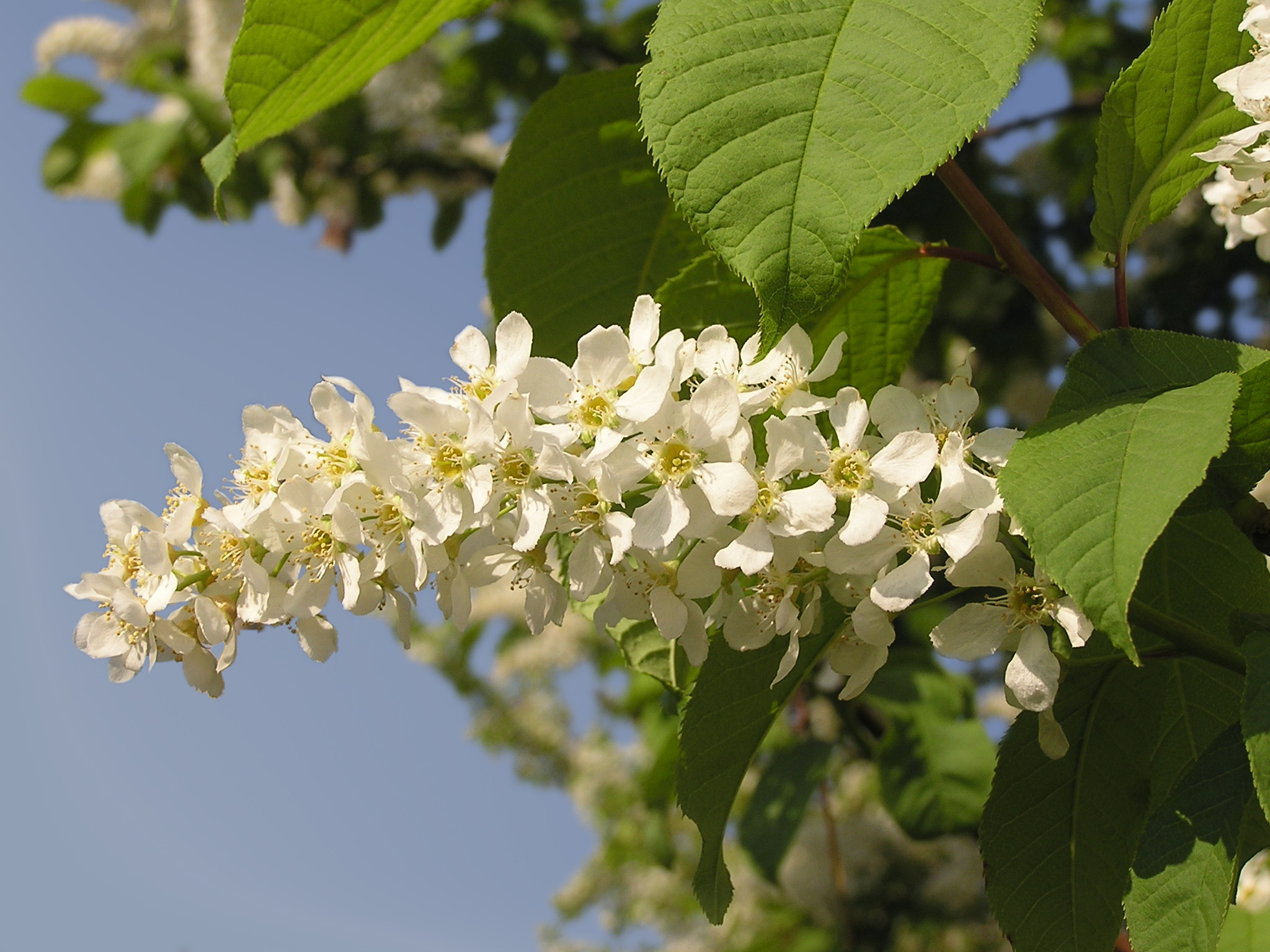
Китиця у черемхи звичайної

## Зовнішній вигляд
- фондозні (фіалка триколірна),
- брактеозні (черемха),
- фрондозно-брактеозні (іван-чай),
- голі (суріпиця звичайна),
- відкриті (гіацинт)
- закриті (Дзвоники персиколисті);
- багатоквіткові (вероніка дволиста)
- одно-двохквіткові (горох посівний).